# Mouvement littéraire culturel et artistique des jeunes

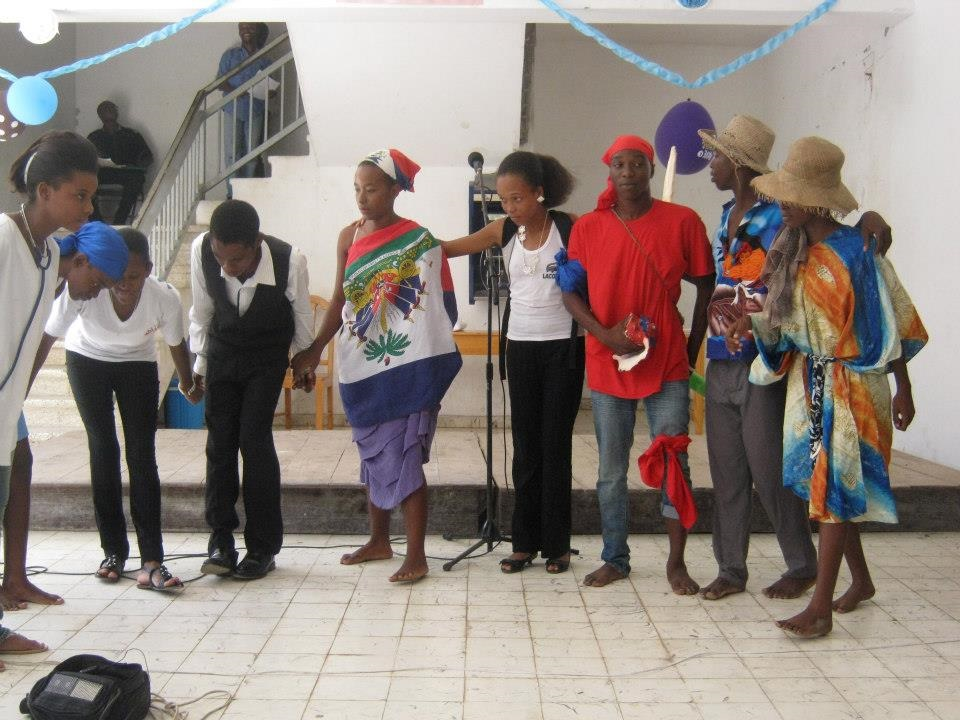
Prestation de la troupe de théâtre Marabou

Le Mouvement littéraire culturel et artistique des jeunes (MOLICAJ) est un organisme de jeunes en Haïti à caractère socio-culturel créée en 2009 dans la ville de Petit-Goâve.

## Historique
Créé en 2009, le Mouvement littéraire Culturel et Artistique des Jeunes œuvre dans les domaines de la littérature et des arts.  Elle a organisé des plusieurs éditions de "Etoile des Lettres" dont la première a été remporté par Daana Sthernith Eldimé. MOLICAJ participe à la soirée inaugurale du 350e anniversaire de la ville de Petit-Goâve, le 31 décembre 2012,, et organise le Marathon du Livre depuis 2014. Le 4 janvier 2019, MOLICAJ et Libr'art Group organisent une soirée d'hommage en la mémoire d'Ismaël Marseille, jeune chanteur et membre du Mouvement. Le 29 juillet 2020, MOLICAJ organise une journée de lecture en prélude à la septième édition du Marathon du Livre.

## Organisation
Ayant à sa tête un comité de coordination, le mouvement est dirigé depuis 2017 par Daana Sthernith Eldimé. Le MOLICAJ est divisé en plusieurs entités avec des missions différentes, telles que Marabou, une troupe de théâtre qui forme des jeunes en art dramatique, et ALEC (Atelier de Lecture et d'Écriture) qui forme des jeunes sur les différentes méthodes d'écritures journalistique et littéraire.

## Réalisations

### Étoile des lettres
Étoile des lettres est un concours de texte et de déclamation lancé en 2009. Elle compte plusieurs éditions. 

### Marathon du Livre
Marathon du Livre est une traditionnelle manifestation littéraire et artistique organisée annuellement en Haïti et présidé par le poète Handgod Abraham.

### Confin'École
Confin'École est un concours en ligne à destination des élèves du secondaire résidant à Petit-Goâve. Lancé le 18 mai 2020, pendant le confinement lié à la pandémie de COVID-19, la première édition est remportée par Gregory Baudin,.

### Festi Soulouquois
Festi Soulouquois est un festival organisé par MOLICAJ en hommage à l’empereur Faustin 1er, originaire de la ville de Petit-Goâve. La première édition du festival commence par un Te deum, suivi par une parade dans les rues de la ville. Sur le parcours des gerbes sont déposées au tombeau de l'Empereur, au mausolée de Soulouque, au pied du monument de l'Empereur et au Lycée Faustin Soulouque. Une soirée culturelle conclut la journée.

### Autres réalisations
- Participation au festival de théâtre de rue « Mèt Lawouze »., 03 au 06 septembre 2015[12].
- Popcorn Ciné en plein air Bar fast&Food, dimanche 1er avril 2018[13].
- Journée de lecture, Fort-Royal de Petit-Goâve, mercredi 29 juillet 2020[5].
- A la Rencontre de Gary Victor, Samedi 8 mai 2021[14].